# Дисамарийтригерманий
Дисама̀рийтригерма́ний — бинарное неорганическое соединение, интерметаллид
самария и германия
с формулой Ge3Sm2,
кристаллы.

## Получение
- Сплавление стехиометрических количеств чистых веществ:

{\displaystyle {\mathsf {2Sm+3Ge\ {\xrightarrow {1355^{o}C}}\ Ge_{3}Sm_{2}}}}

## Физические свойства
Дисамарийтригерманий образует кристаллы нескольких модификаций:
- α-Ge3Sm2, гексагональной сингонии, пространственная группа P 6/mmm, параметры ячейки a = 0,4005 нм, c = 0,4374 нм, Z = ½, структура типа диборида алюминия AlB2, существует при температуре ниже 745°C;
- β-Ge3Sm2, существует в интервале температур 745÷1085 °C;
- γ-Ge3Sm2, существует при температуре выше 1085 °C [1][2][3].

Соединение образуется по перитектической реакции при температуре 1355 °C
.
В литературе соединение часто записывают как Ge2-ySm
.